# (711) Мармулла
(711) Мармулла (лат. Marmulla) — астероид  из группы главного пояса, который входит в состав семейства Флоры. Он был открыт 1 марта 1911 года австрийским астрономом Иоганном Пализой в Венской обсерватории и назван в честь мрамора (нем. Marmel).